# Antonina Kawecka
Antonina Kawecka (ur. 16 stycznia 1923 w Warszawie, zm. 5 października 1996 w Poznaniu) – polska śpiewaczka (mezzosopran, sopran) i pedagog. Od 1945 śpiewała w Operze Śląskiej, a od 1947 w Teatrze Wielkim im. Stanisława Moniuszki w Poznaniu.

## Życiorys
Córka Mieczyslawa, warszawskiego rzemieślnika. Od małego wykazywała talent aktorski i muzyczny. W 1937 roku rozpoczęła naukę w Gimnazjum Kupieckim Krzewienia Wiedzy Handlowej. W latach 1941-44 uczyła się śpiewu w Tajnym Konserwatorium pod kierunkiem Stanisława Kazuro, Margerity Trombini-Kazuro i Piotra Rytla. Zadebiutowała w 1943 w koncercie zorganizowanym przez Radę Główną Opiekuńczą. W 1945 została zaangażowana do Opery Śląskiej jako mezzosopran. Kontynuowała naukę śpiewu u Adama Didura i Stefana Beliny-Skupiewskiego.
Jej pierwszą partią w Operze Śląskiej była Lola w Rycerskości wieśniaczej, a kolejnymi: Zofia w Halce, Jadwiga w Strasznym dworze, Flora w Traviacie, Berta w Cyruliku Sewilskim, Suzuki w Madame Butterfly, Mercedes w Carmen, Amneris w Aidzie, Santuzza w Rycerskości wieśniaczej i tytułowa partia Carmen.
W 1947 została zaangażowana w Operze Poznańskiej. Tu po mezzosopranowych rolach Carmen, Amneris i Oldze w Eugeniuszu Onieginie – zaśpiewała pierwsze partie sopranowe: Tatianę w Eugeniuszu Onieginie i Santuzzę w Rycerskości wieśniaczej. Pozostawała pod stałą opieką wokalną Józefa Wolińskiego.
W 1971 rozpoczęła pracę pedagogiczną w Państwowej Wyższej Szkole Muzycznej w Poznaniu. Wychowała kilkudziesięciu absolwentów, z których wielu pozostaje solistami światowych scen operowych i estrad. Wielokrotnie była członkiem jury krajowych i międzynarodowych konkursów wokalnych.
Wyszła za mąż za Antoniego Bochniaka. Mieli córkę Gabrielę.
Zmarła w dniu 5 października 1996. Spoczęła w Alei Zasłużonych Cmentarza Komunalnego na Junikowie w Poznaniu.

## Repertuar
W swym repertuarze posiadała ponad 40 partii operowych. Śpiewała między innymi: Aidę, Toscę, Amelię w Balu maskowym, Desdemonę w Otellu, Elżbietę w Trubadurze, Jarosławnę w Kniaziu Igorze, Martę w Nizinach, Marynę w Borysie Godunowie, Giocondę, Elżbietę w Tannhäuserze, Izoldę, Katarzynę Izmajłową, Halkę, Hrabinę (w Hrabinie St. Moniuszki), Agatę w Wolnym strzelcu, Magdę Sorel w Konsulu.
Dokonała wielu archiwalnych nagrań dla Polskiego Radia. Nagrała kilka płyt. Występowała na wielu scenach operowych i estradach świata, między innymi: w Chinach, byłym ZSRR, Rumunii, na Węgrzech, w Bułgarii, w byłej Jugosławii i Czechosłowacji (gdzie w Narodnym Divadlo jako pierwsza cudzoziemka wcieliła się w postać Wendulki w Pocałunku B. Smetany), w USA (w Chicago zaśpiewała na polonijnej scenie Madame Butterfly, a w City Center Opera w Nowym Jorku zaśpiewała Aidę oraz dokonała nagrań pieśni Chopina, Moniuszki i Szymanowskiego).

## Odznaczenia
Przyznano jej szereg odznaczeń, nagród i wyróżnień, m.in.: Krzyż Kawalerski (1953), Oficerski (1959) i Komandorski Orderu Odrodzenia Polski (1976), Medal Polonia Mater Nostra Est (1996), Nagrodę Państwową II stopnia (1973), nagrody Ministra Kultury i Sztuki (1982, 1989, 1994), tytuł Zasłużony dla Kultury Narodowej (1990), tytuł Zasłużony Obywatel Miasta Poznania, Nagrodę Indywidualną Województwa Poznańskiego (1969), tytuł Wielkopolanin Roku 1972. Za osiągnięcia w pracy pedagogicznej rektor Akademii Muzycznej w Poznaniu przyznał jej nagrody w 1987 i 1990. Z rąk prezydenta Lecha Wałęsy otrzymała w 1993 nominację profesorską, a rok później Nagrodę Indywidualną Ministra Kultury i Sztuki.
16 stycznia 2023 roku, w stulecie urodzin Antoniny Kaweckiej, przyznano pośmiertnie Nagrodę Związku Artystów Scen Polskich „Gustaw”.

## Upamiętnienie

### Fundacja im. Antoniny Kaweckiej
W 1999 powołana została do życia Fundacja im. Antoniny Kaweckiej, która stawia sobie za cele m.in.
- ochrona dorobku artystycznego i pedagogicznego Antoniny Kaweckiej,
- kultywowanie pamięci o Artystce,
- podejmowanie działań na rzecz rozwoju, popularyzacji sztuki operowej i liryki wokalnej,
- wspieranie rozwoju polskiej wokalistyki oraz promowanie młodych talentów[12].

Prezesem Fundacji w latach 2003–2009 był Jaromir Trafankowski.

### Requiem Antonina Kawecka in memoriam
W roku 2009 w ramach IX Międzynarodowego Festiwalu „Muzyka w Katedrze” w Kołobrzegu odbyło się prawykonanie Requiem a-moll. Kompozytor Jan Pogány swój utwór poświęcił pamięci Antoniny Kaweckiej. Prawykonania dokonali międzynarodowej rangi soliści, japońska sopranistka Ikumu Mizushima, uczeń Antoniny Kaweckiej tenor Leo Garda, Orkiestra Kameralna Camerata-Wrocław oraz Chór Kameralny Akademii Medycznej we Wrocławiu przygotowany przez Agnieszkę Franków-Żelazny. Koncertem dyrygował kompozytor Jan Pogány.

### Tablica pamiątkowa

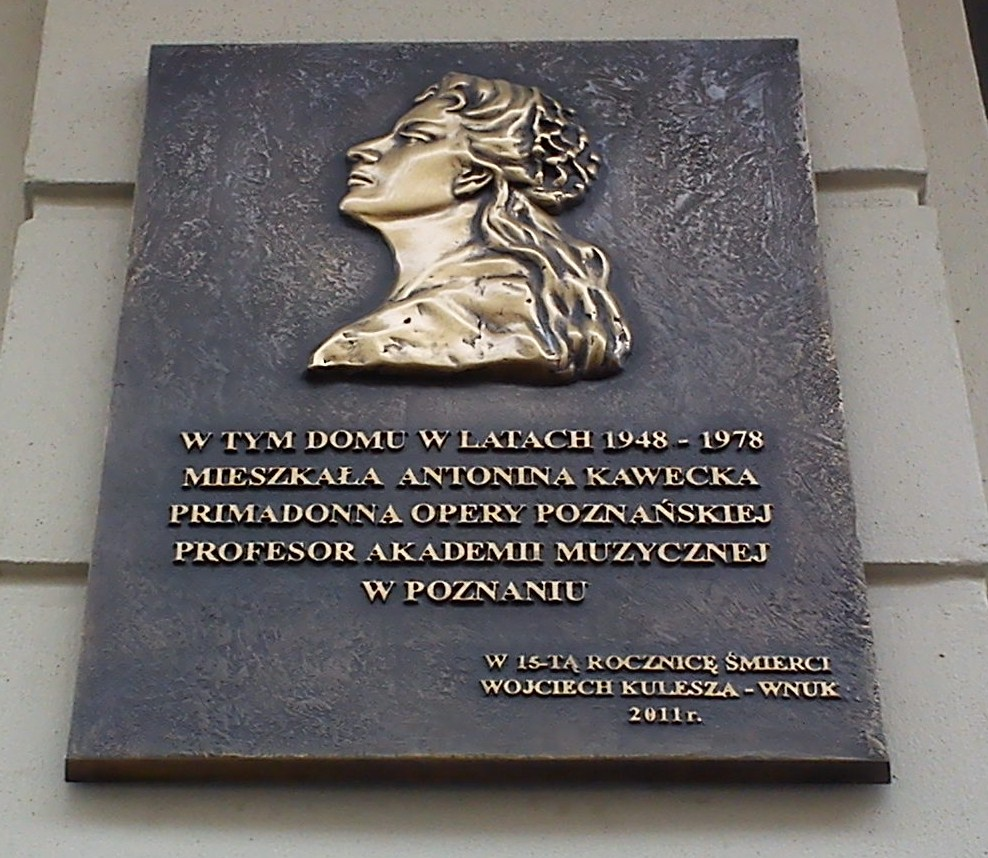
Tablica przy ul. Libelta 1 w Poznaniu

W dniu 5 grudnia 2011 roku w ramach obchodów 15-lecia śmierci Antoniny Kaweckiej, jej wnuk, Wojciech Kulesza dokonał odsłonięcia tablicy pamiątkowej. Została ona umieszczona na budynku przy ulicy Libelta 1 w Poznaniu, w którym mieszkała artystka.

### Skwer
Uchwałą podjętą na sesji Rady Miasta Poznania w dniu 23 stycznia 2018 skwer położony u zbiegu ulic Henryka Wieniawskiego i Aleksandra Fredry, między parkiem Wieniawskiego, a Teatrem Wielkim na obszarze Osiedla Stare Miasto w Poznaniu otrzymał imię Antoniny Kaweckiej.

### Koncert w 100. rocznicę urodzin

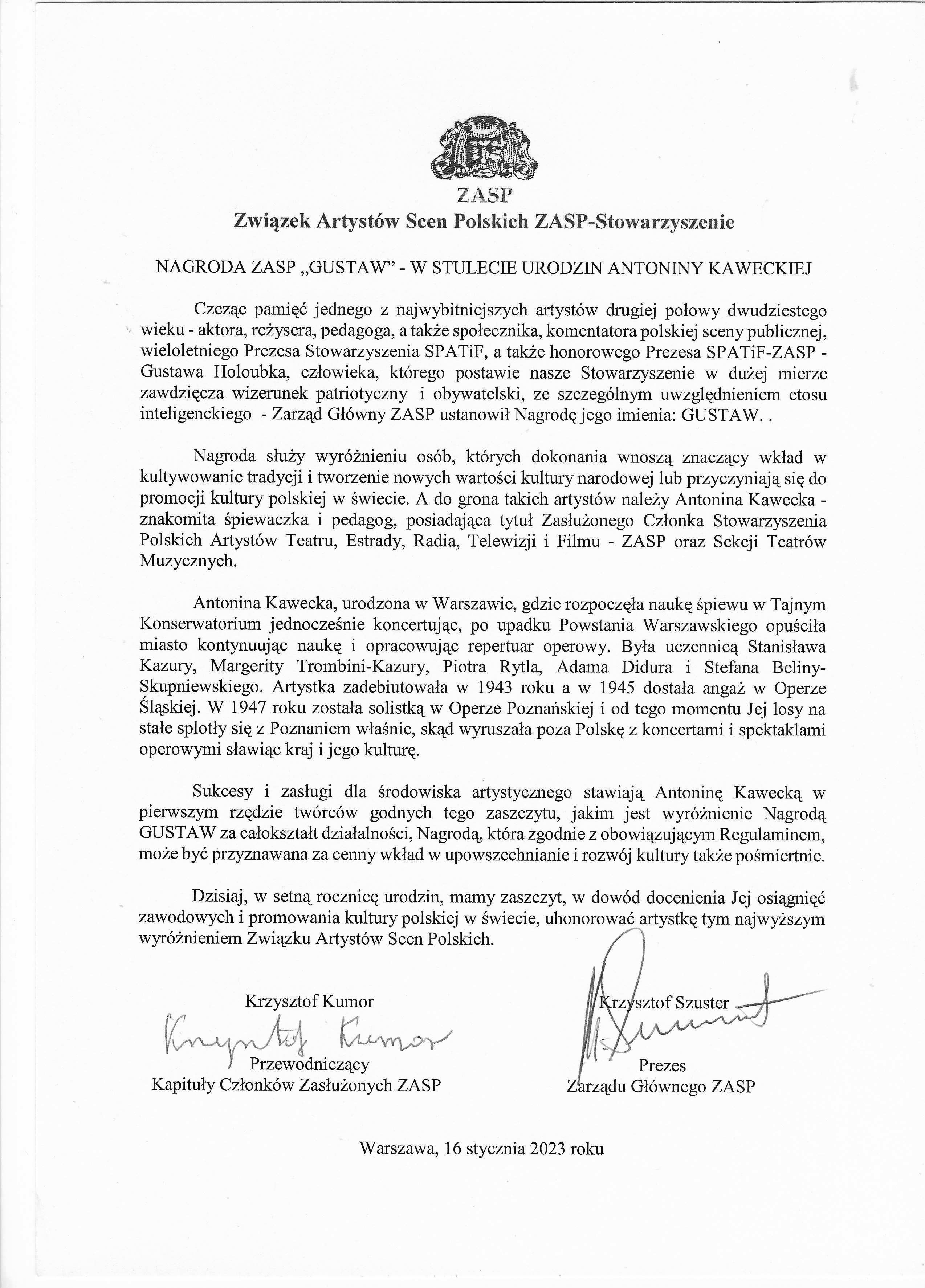
List z laudacją

W setną rocznicę urodzin Antoniny Kaweckiej, w dniu 16 stycznia 2023 r. Teatr Wielki im.Stanisława Moniuszki w Poznaniu zorganizował jubileuszowy koncert, nad którym patronat objęli Prezydent Rzeczypospolitej Polski oraz Minister Kultury i Dziedzictwa Narodowego.

W koncercie udział wzięli: Iwona Sobotka, Magdalena Nowacka, Gosha Kowalińska, Dominik Sutowicz oraz chór i orkiestra pod batutami Tadeusza Kozłowskiego i Wiktora Kozłowskiego. W programie koncertu znalazły się: arie i duety z oper: Cavalleria rusticana, Madam Butterfly, Toska, Otello i La forza del destino, Carmen oraz Halka Stanisława Moniuszki. W wykonaniu orkiestry i chóru zabrzmiała uwertura do opery La forza del destino Giuseppe Verdiego oraz mazur z IV aktu Strasznego dworu Stanisława Moniuszki. 

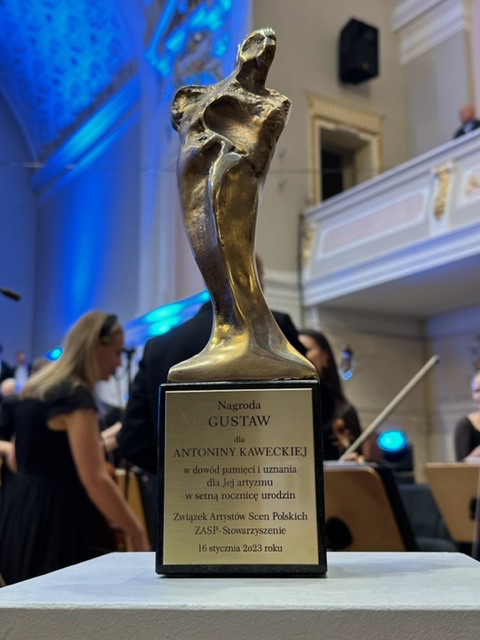
Statuetka Gustaw Stowarzyszenia ZASP

Podczas koncertu miała miejsce uroczystość wręczenia Statuetki Gustaw – przyznanej pośmiertnie Antoninie Kaweckiej przez Związek Artystów Scen Polskich. Statuetkę odebrała córka artystki - Gabriela Bochniak-Kulesza. Wręczali tę nagrodę Krzysztof Szuster – Prezes Zarządu Głównego ZASP i Krzysztof Kumor - Przewodniczący Kapituły Członków Zasłużonych ZASP.